# Marcel Montecino
Marcel Montecino, né en 1945 à La Nouvelle-Orléans, en Louisiane, aux États-Unis et mort dans la même ville en 1998, est un écrivain et ancien pianiste de jazz américain, auteur de roman policier.

## Biographie
Ancien pianiste de jazz, il se lance dans l'écriture en 1988 avec Le Croisé de la mort (The Crosskiller). L'action de ce roman noir se situe à Los Angeles et met en scène un partisan des thèses du Ku Klux Klan, dont la femme le quitte pour un juif. Aveuglé par la haine, légitimé par ses convictions religieuses, il se lance alors dans une croisade par laquelle il entend purifier l'humanité en abattant sur son passage tous les Juifs et les Noirs. Laurent Greusard, collaborateur du Dictionnaire des littératures policières, écrit : « la violence et la folie des États-Unis, cette recherche désespérée d'un sens à la vie, la mort comme catharsis tissent les lignes d'un roman puissant dont le héros est un pourri qui survit grâce à un code très personnel ».
Son deuxième roman, Sale temps pour un pianiste (Big Time), paru en 1990 est, selon François Rivière, « une sorte de quête initiatique ressemblant à un blues ou à une chanson rock au rythme dévastateur ».
Sacred Heart (1997) est un sombre récit se déroulant au Mexique.

## Œuvre

### Romans
- The Crosskiller (1988) Publié en français sous le titre Le Croisé de la mort, Paris, Presses de la Cité (1993)  (ISBN 2-258-03391-8) ; réédition, Paris, Pocket, coll. « Presses-Pocket » no 10024 (1996)  (ISBN 2-266-06730-3)
- Big Time (1990) Publié en français sous le titre Sale temps pour un pianiste, Paris, Presses de la Cité (1992)  (ISBN 2-258-03390-X)
- Good People (1995)
- Sacred Heart (1997)

## Sources
: document utilisé comme source pour la rédaction de cet article.
- Claude Mesplède (dir.), Dictionnaire des littératures policières, vol. 2 : J - Z, Nantes, Joseph K, coll. « Temps noir », 2007, 1086 p. (ISBN 978-2-910-68645-1, OCLC 315873361), p. 378-379.